# Berthouville
Berthouville är en kommun i departementet Eure i regionen Normandie i norra Frankrike. Kommunen ligger i kantonen Brionne som tillhör arrondissementet Bernay. År 2022 hade Berthouville 336 invånare.
Orten är känd för ett fynd av en romersk silverskatt 1830, omfattande 69 föremål med en sammanlagd vikt av 25 kilo. Senare arkeologiska utgrävningar på platsen avslöjade ett Herkulestempel på platsen, föremålen har troligen varit offergåvor.

## Befolkningsutveckling
Antalet invånare i kommunen Berthouville
Referens:INSEE